# گرمایش دی‌الکتریک

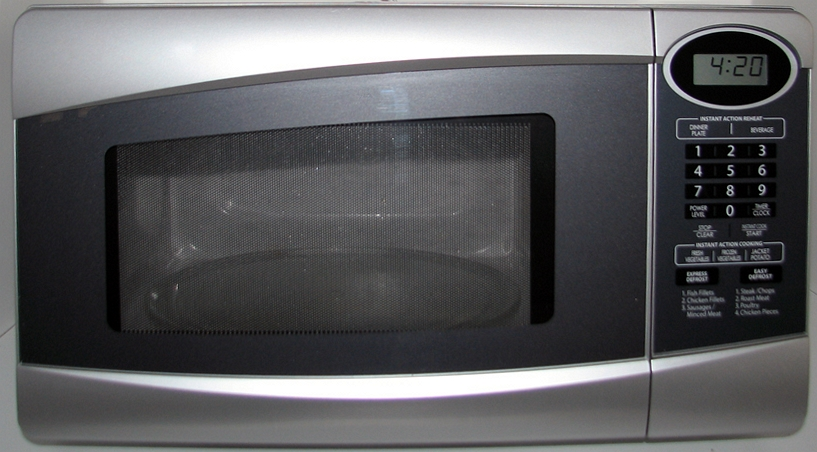
اجاق مایکروویو از حرارت دی الکتریک برای پختن غذا استفاده می کند.

گرمایش دی‌الکتریک که به عنوان گرمایش الکترونیکی، گرمایش با فرکانس رادیویی (بسامد رادیویی) و گرمایش با فرکانس بالا نیز شناخته می‌شود، فرآیندی است که در آن یک میدان الکتریکی متناوب فرکانس رادیویی (RF) یا امواج رادیویی یا تشعشعات الکترومغناطیسی مایکروویو، یک ماده دی‌الکتریک را گرم می کند. در فرکانس‌های بالاتر، این گرمایش به دلیل چرخش دوقطبی مولکولی در دی‌الکتریک ایجاد می‌شود.

## سازوکار
چرخش مولکولی در مواد حاوی مولکول‌های قطبی با گشتاور دوقطبی الکتریکی اتفاق می‌افتد و در نتیجه مولکول‌ها خود را در یک میدان الکترومغناطیسی منطبق می‌کنند. اگر میدان همانطور که در یک موج الکترومغناطیسی یا در یک میدان الکتریکی به سرعت نوسان می‌کند در حال نوسان باشد، این مولکول‌ها تا تراز شدن (همسویی) با آن به صورت مداوم می چرخند. به این چرخش دوقطبی یا قطبی شدن دوقطبی می گویند. با تغییر میدان، مولکول ها جهت خود را معکوس می کنند. این چرخش ملکول‌ها بارها و بارها اتفاق می‌افتد تا میانگین انرژی جنبشی ذرات ماده افزایش پیدا کند. مولکول‌های چرخان که یکدیگر را فشار می‌دهند، می‌کِشند و با مولکول‌های دیگر (از طریق نیروهای الکتریکی) برخورد می‌کنند، توزیع انرژی در مولکول‌ها و اتم‌های مجاور در ماده را انجام می‌دهند. فرآیند انتقال انرژی از منبع به نمونه نوعی گرمایش تابشی است.
دما به میانگین انرژی جنبشی (انرژی حرکت) اتم‌ها یا مولکول‌های یک ماده مربوط می‌شود، بنابراین هم زدن مولکول‌ها به این روش باعث افزایش میانگین انرژی جنبشی ماده و در نتیجه دمای آن می‌شود. بنابراین، چرخش دوقطبی مکانیزمی است که توسط آن انرژی به شکل تابش الکترومغناطیسی می‌تواند دمای یک جسم را افزایش دهد. همچنین مکانیزم‌های زیادی وجود دارد که توسط آنها این تبدیل رخ می‌دهد. 
چرخش دوقطبی مکانیزمی است که معمولاً به عنوان گرمایش دی‌الکتریک از آن یاد می‌شود، و به طور گسترده در اجاق مایکروویو قابل مشاهده می‌باشد، جایی که به طور مؤثر بر روی آب مایع و همچنین، روی چربی‌ها و قندها عمل می‌کند. البته تأثیر آن بر روی چربی‌ها و قندها به این دلیل که مولکول‌های چربی و قند به مراتب کمتر از مولکول‌های آب قطبی هستند و بنابراین کمتر تحت تأثیر نیروهای ایجاد شده توسط میدان‌های الکترومغناطیسی متناوب قرار می‌گیرند، خیلی کمتر از آب مایع می‌باشد. غیر از پخت و پز، این فرایند می‌تواند به شکل کلی برای گرم کردن جامدات، مایعات یا گازها استفاده شود، مشروط بر اینکه این مواد دارای دوقطبی الکتریکی باشند.
گرمایش دی‌الکتریک شامل گرم کردن مواد عایق الکتریکی با افت دی‌الکتریک است. یک میدان الکتریکی در حال تغییر در سرتاسر ماده باعث می‌شود که انرژی اتلاف شود؛ زیرا مولکول‌ها تلاش می‌کنند تا با میدان الکتریکی که دائماً در حال تغییر است هم‌ردیف بشوند. این میدان الکتریکی در حال تغییر ممکن است به سبب انتشار امواج الکترومغناطیسی در فضای آزاد (همانند اجاق مایکروویو)، یا یک میدان الکتریکی متناوب با سرعت بالا در داخل خازن‌ها ایجاد شده باشد. در حالت دوم، موج الکترومغناطیسی آزادانه منتشر نمی‌شود، و میدان الکتریکی در حال تغییر ممکن است شبیه به جُزء الکتریکی یک آنتن میدان نزدیک دیده شود. در این حالت، گرچه گرمایش با تغییر میدان الکتریکی داخل حفره خازنی در فرکانس‌های فرکانس رادیویی (RF) انجام می‌شود، اما هیچ امواج رادیویی واقعی تولید یا جذب نمی‌شوند. در این معنا، اثر، مقیاس الکتریکی مستقیم گرمایش القای مغناطیسی است که همچنین اثر میدان نزدیک است (در نتیجه شامل امواج رادیویی نمی‌شود).فرکانس در محدوده 10-100 مگاهرتز برای ایجاد گرمایش دی‌الکتریک ضروری است، اگرچه فرکانس‌های بالاتر به همان اندازه خوب یا بهتر عمل می‌کنند، و در برخی از مواد (به ویژه مایعات) فرکانس‌های پایین‌تر نیز اثرات گرمایشی قابل توجهی دارند که اغلب به دلیل مکانیزم‌های غیر معمول‌تر است. به عنوان مثال، در مایعات رسانا مانند آب نمک، کشش یونی باعث گرم شدن می‌شود، زیرا یون‌های باردار در مایع تحت تأثیر میدان الکتریکی آهسته‌تر به جلو و عقب کشیده می‌شوند و در این فرآیند به مولکول‌های مایع برخورد می‌کنند و انرژی جنبشی را به آنها، که در نهایت به ارتعاشات مولکولی و در نتیجه به انرژی حرارتی تبدیل می‌شود.
در گرمایش دی‌الکتریک در فرکانس‌های پایین، به عنوان یک اثر میدان نزدیک، فاصله رادیاتور الکترومغناطیسی تا جاذب به مقدار کمتر از 1/{\displaystyle \pi }2 ≈ 1/6 طول موج نیاز دارد. بنابراین، این یک فرآیند تماسی یا فرآیند تماسی نزدیک است، زیرا معمولاً ماده‌ای را که قرار است گرم شود (معمولاً نافلزی) بین صفحات فلزی قرار می‌دهد و جای دی‌الکتریک را در یک خازن بسیار بزرگ می‌گیرد. با این حال، تماس الکتریکی واقعی برای گرم کردن دی‌الکتریک در داخل خازن الزامی نیست، زیرا میدان‌های الکتریکی که در داخل خازن تحت ولتاژ ایجاد می‌شوند، نیازی به تماس الکتریکی صفحات خازن با مواد دی‌الکتریک (غیر رسانا) بین صفحات ندارند. از آنجایی که میدان‌های الکتریکی با فرکانس پایین‌تر به مواد نارسانا عمیق‌تر از امواج مایکروویو نفوذ می‌کنند، محفظه‌های آب و موجودات را در اعماق مواد خشک مانند چوب گرم می‌کنند، می‌توان از آن برای گرم کردن سریع و تهیه بسیاری از مواد غذایی و کشاورزی نارسانا استفاده کرد؛ البته تا زمانی که بین صفحات خازن قرار می‌گیرند.
در فرکانس‌های به شدت بالا، طول موج میدان الکترو‌مغنا‌طیسی کمتر از فاصله بین دیواره‌های فلزی حفره گرمایشی یا حتی از ابعاد خود دیوارها می‌شود. این مورد در داخل فر مایکروویو (مایکروفر) صدق می‌کند. در این چنین موارد، امواج الکترومغناطیسی میدان دور معمولی ایجاد می‌شوند (حفره دیگر به عنوان یک خازن خالص عمل نمی‌کند، بلکه بیشتر در نقش یک آنتن ظاهر می‌شود)، و برای ایجاد گرما جذب می‌شوند، اما مکانیزم چرخش دوقطبی رسوب گرما یکسان باقی می‌ماند. با این وجود، امواج مایکروویو در ایجاد اثرات گرمایش میدان‌های با فرکانس پایین که به حرکت مولکولی آهسته‌تر بستگی دارند، مانند آنهایی که ناشی از کشش یون هستند، کاربردی ندارند.

## قدرت
گرمایش دی‌الکتریک را باید از گرمایش ژول محیط رسانا که ناشی از جریان الکتریکی القایی در محیط می‌باشد، متمایز کرد.  برای گرمایش دی‌الکتریک، چگالی توان تولیدی در هر حجم به صورت زیر داده می‌شود:  
{\displaystyle Q=\omega \cdot \varepsilon _{\mathrm {r} }''\cdot \varepsilon _{0}\cdot E^{2},}
که در آن ω فرکانس زاویه‌ای تابش برانگیزاننده می‌باشد،{\displaystyle \varepsilon _{\mathrm {r} }''} بخش خیالی گذردهی نسبی پیچیده ماده جاذب، {\displaystyle \varepsilon _{0}} گذردهی فضای آزاد و E قدرت میدان الکتریکی است. بخش خیالی گذردهی نسبی (وابسته به فرکانس) معیاری برای توانایی یک ماده دی‌الکتریک برای تبدیل انرژی میدان الکترومغناطیسی به گرما است که از دست دادن دی‌الکتریک نیز نامیده می‌شود. (بخش واقعی گذردهی اثر طبیعی خازن است و منجر به توان راکتیو غیر اتلاف کننده می‌شود.)
اگر رسانایی σ ماده کوچک باشد، یا فرکانس بالا باشد، به طوری که σ ≪ ωε (و ε = εr″ · ε0 )، می‌توان نتیجه گرفت که گرمایش ژول کم است و گرمایش دی‌الکتریک مکانیزم غالب از دست دادن انرژی از میدان الکترومغناطیسی به محیط می‌باشد.

## نفوذ
فرکانس‌های مایکروویو به مواد رسانا از جمله مواد نیمه جامد مانند گوشت و بافت زنده نفوذ می‌کنند. نفوذ اساساً در جایی متوقف می‌شود که تمام انرژی مایکروویو نفوذی در بافت به گرما تبدیل شده باشد. اجاق‌های مایکروویو که برای گرم کردن غذا مورد استفاده قرار می‌گیرند به شکلی طراحی نشده‌اند که آب، فرکانش را جذب بهینه کند. اگر چنین بودند، آن وقت تکه غذا یا مایع مورد نظر تمام تشعشعات مایکروویو را در لایه بیرونی خود جذب می‌کرد و به یک مرکز سرد که گرم نشده و یک سطح فوق گرم منتهی می‌شد. در عوض، فرکانس انتخاب شده اجازه می‌دهد تا انرژی به عمق بیشتری در غذای گرم شده نفوذ کند. فرکانس اجاق مایکروویو خانگی 2.45 گیگاهرتز است، در حالی که فرکانس جذب بهینه توسط آب حدود 10 گیگاهرتز می‌باشد.

## گرمایش با فرکانس رادیویی
استفاده از میدان‌های الکتریکی با فرکانس بالا برای گرم کردن مواد دی‌الکتریک در دهه 1930 میلادی پیشنهاد شده بود. برای مثال، U.S. Patent ۲٬۱۴۷٬۶۸۹ (برنامه توسط آزمایشگاه تلفن بل، مورخ 1937) بیان می‌کند:
" این اختراع مربوط به سیستم‌های گرمایش مواد دی‌الکتریک است و هدف اختراع گرم کردن این مواد به طور یکنواخت و قابل توجهی به طور همزمان در سرتاسر جِرم آنها می‌باشد. بنابراین پیشنهاد شده است که چنین موادی به طور همزمان در سرتاسر جِرم آنها با استفاده از اتلاف دی‌الکتریک تولید شده در آنها در هنگام قرار گرفتن در معرض میدان ولتاژ بالا و فرکانس بالا گرم شوند."
این حق اختراع گرمایش فرکانس رادیویی (RF) را در 10 تا 20 مگاهرتز (طول موج 15 تا 30 متر) پیشنهاد می‌کرد. چنین طول موج‌هایی بسیار بیشتر از حفره مورد استفاده بودند، بنابراین به جای امواج الکترو مغناطیسی از اثرات میدان نزدیک استفاده می‌کردند. (فرهای مایکروویو تجاری از طول موج تنها 1 درصد استفاده می‌کنند.)
در کشاورزی، گرمایش دی‌الکتریک RF به طور گسترده‌ای آزمایش شده است و به طور فزاینده‌ای به عنوان راهی برای از بین بردن آفات در برخی محصولات غذایی پس از برداشت، مانند گردو که هنوز در پوسته می‌باشد، استفاده می‌شود. از آنجایی که گرمایش RF می‌تواند غذاها را به طور یکنواخت تر از گرمایش مایکروویو گرم کند، گرمایش RF به عنوان راهی برای پردازش سریع غذاها نویدبخش است. 
در پزشکی، گرمایش RF بافت‌های بدن که دیاترمی نام دارد، برای عضله‌درمانی استفاده می‌شود.
گرمایش RF در صنعت چوب برای پخت چسب‌های مورد استفاده در تولید تخته سه‌لایه، اتصال انگشت و ساخت مبلمان استفاده می‌شود. همچنین می‌توان از گرمایش RF برای سرعت بخشیدن به خشک شدن الوار استفاده کرد.

## گرمایش مایکروویو

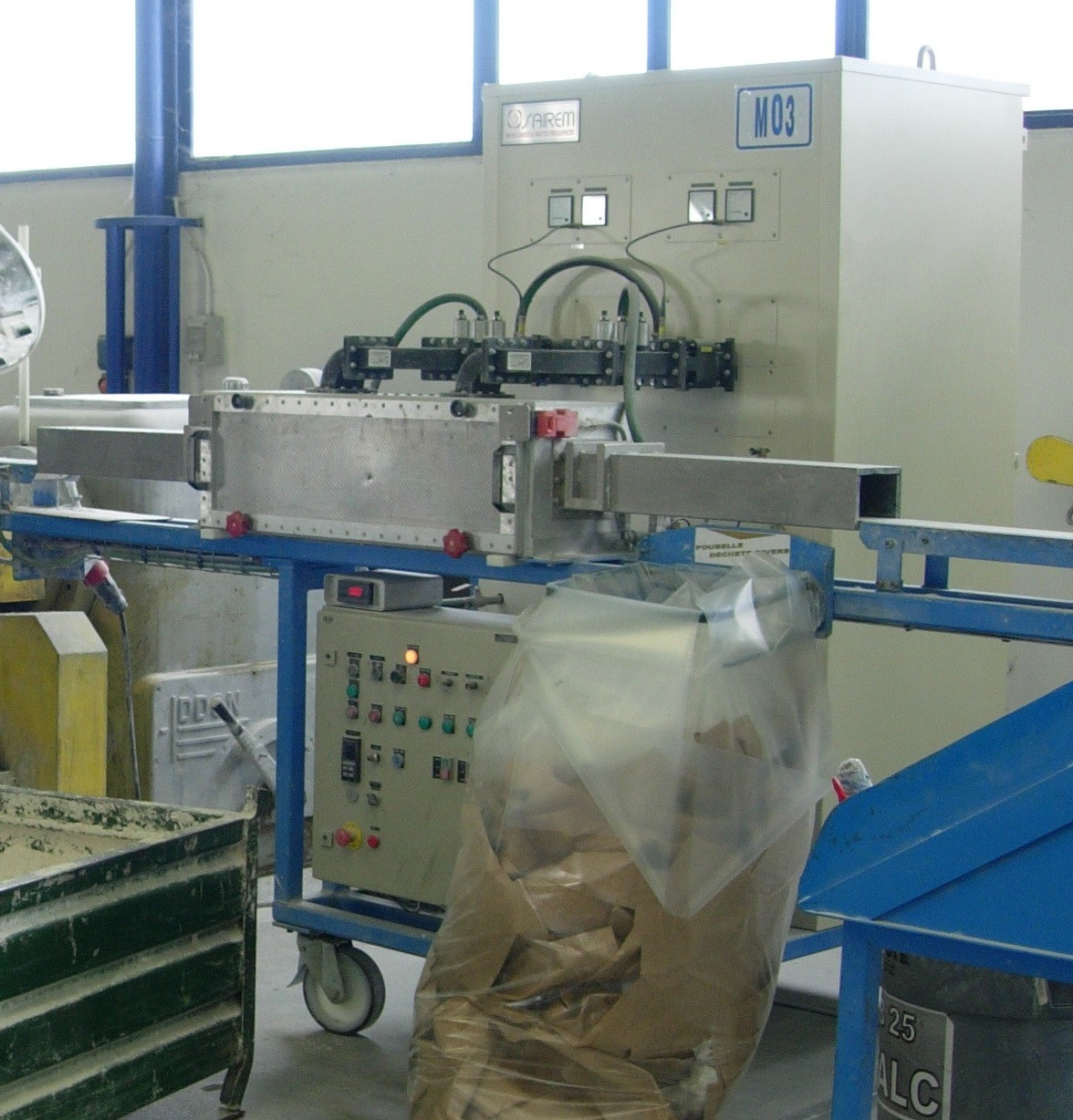
علاوه بر گرم کردن مواد غذایی، مایکروویو به طور گسترده‌ای برای گرم کردن در بسیاری از فرآیندهای صنعتی استفاده می‌شود. یک تونل مایکروویو صنعتی برای گرم کردن قطعات پلاستیکی قبل از اکستروژن.

گرمایش مایکروویو، متمایز از گرمایش RF، زیر مجموعه‌ای از گرمایش دی‌الکتریک در فرکانس‌های بالای 100 مگاهرتز می‌باشد، جایی که یک موج الکترومغناطیسی می‌تواند از یک ساطع کننده ابعاد کوچک پرتاب شود و از طریق فضا به سمت هدف هدایت شود. اجاق‌های مایکروویو مدرن از امواج الکترومغناطیسی با میدان‌های الکتریکی با فرکانس بسیار بالاتر و طول موج کوتاه‌تر نسبت به بخاری‌های RF استفاده می‌کنند. اجاق‌های مایکروویو خانگی معمولی با 2.45 گیگاهرتز کار می کنند، اما فرهای 915 مگاهرتز نیز وجود دارند. این بدان معنی است که طول موج‌های استفاده شده در گرمایش مایکروویو 0.1 سانتی‌متر تا 10 سانتی‌متر می‌باشد. این گرمایش دی‌الکتریک بسیار کارآمد، اما با نفوذ کمتر را فراهم می‌کند.
اگرچه مجموعه‌ای از صفحات خازن مانند را می‌توان در فرکانس‌های مایکروویو استفاده کرد، اما آنها ضروری نیستند، زیرا مایکروویوها از قبل به عنوان تابش میدان دور از نوع EM وجود دارند و جذب آنها به همان نزدیکی به یک آنتن کوچک مانند گرمایش RF نیاز ندارد. بنابراین، ماده‌ای که قرار است گرم شود (یک نافلز) می‌تواند به سادگی در مسیر امواج قرار گیرد و گرمایش در یک فرآیند غیرتماسی انجام می‌شود که به صفحات رسانای خازنی نیاز ندارد.

## گرمایش حجمی مایکروویو
گرمایش حجمی مایکروویو یک روش تجاری در دسترس برای گرم کردن مایعات، سوسپانسیون‌ها یا جامدات در جریان مداوم در مقیاس صنعتی می‌باشد. گرمایش حجمی مایکروویو عمق نفوذ بیشتری تا ۴۲ میلیمتر (۱٫۷ اینچ) دارد که یک نفوذ یکنواخت در کل حجم محصول جاری می‌باشد. این در کاربردهای تجاری که در آن افزایش ماندگاری قابل دستیابی می‌باشد، با افزایش کشتار میکروبی در دماهای ۱۰–۱۵ تغییر درجه سلسیوس (۱۸–۲۷ تغییر درجه فارنهایت) مفید می‌باشد. کمتر از زمانی که از سیستم‌های گرمایشی معمولی استفاده می‌شود.
کاربردهای گرمایش حجمی مایکروویو عبارتند از:
- پاستوریزاسیون
- پاستوریزاسیون پرتویی
- شیمی مایکروویو
- عقیم سازی
- نگهداری مواد غذایی
- تولید سوخت زیستی

## کاربرد غذایی
در خشک کردن غذاها معمولاً حرارت دی‌الکتریک با حرارت معمولی ترکیب می‌شوند. ممکن است برای پیش‌گرم کردن خوراک در خشک‌کن هوای‌داغ استفاده شود. با افزایش سریع دمای خوراک و انتقال رطوبت به سطح، می‌توان مجموع زمان خشک شدن را کاهش داد. گرمایش دی‌الکتریک ممکن است به قسمتی از چرخه خشک کردن، زمانی که غذا وارد دوره نرخ ریزش می‌شود، اعمال گردد. این کار می‌تواند سرعت خشک شدن را افزایش دهد. اگر گرمایش دی‌الکتریک در نزدیکی پایان زمان خشک کردن با هوای‌داغ اعمال گردد، می‌تواند زمان خشک شدن را نیز به مقدار چشمگیری کوتاه کند و در نتیجه کارایی خشک‌کن را افزایش بدهد. استفاده از گرمایش دی‌الکتریک در مراحل بعدی خشک کردن رایج‌تر می‌باشد. یکی از کاربردهای اصلی گرمایش RF در پس‌پخت بیسکویت می‌باشد. هدف در پخت بیسکویت، تولید محصولی با اندازه، شکل، رنگ و رطوبت کافی و مناسب می‌باشد. در یک اجاق معمولی، کاهش رطوبت تا حد مطلوب بخش زیادی از زمان پخت را به خود اختصاص می‌دهد. استفاده از گرمایش RF می‌تواند زمان پخت را کوتاه کند. فر تنظیم شده است تا بیسکویت‌هایی با اندازه، شکل و رنگ مناسب تولید کند، اما از گرمایش RF برای حذف رطوبت باقی‌مانده استفاده می‌شود، بدون اینکه قسمت‌های خشک شده بیسکویت بیش از حد گرم شوند. با استفاده از گرمایش RF می‌توان ظرفیت فر را بیش از 50 درصد افزایش داد. پخت پس از پخت توسط گرمایش RF برای غلات صبحانه و غذاهای کودک مبتنی بر غلات نیز مورد استفاده قرار می‌گیرد. 
کیفیت غذا با استفاده از انرژی الکترومغناطیسی نسبت به حرارت معمولی به حداکثر می‌رسد و بهتر حفظ می‌شود. گرمایش معمولی منجر به اختلاف زیاد در دما و زمان‌های پردازش طولانی‌تر می‌شود که می‌تواند باعث فراوری بیش از حد روی سطح غذا و کاهش کیفیت کلی محصول بشود. انرژی الکترومغناطیسی می‌تواند در زمان‌های کوتاه‌تری به دمای پردازش بالاتری دست یابد، بنابراین، خواص غذایی و حسی بیشتری حفظ می‌شود. 

## لینک‌های بیشتر
- Metaxas, A.C. (1996). Foundations of Electroheat, A Unified Approach. John Wiley & Sons. ISBN 0-471-95644-9.
- Metaxas, A.C., Meredith, R.J. (1983). Industrial Microwave Heating (IEE Power Engineering Series). Institution of Engineering and Technology. ISBN 0-906048-89-3.
- U.S. Patent ۲٬۱۴۷٬۶۸۹ – Method and apparatus for heating dielectric materials